# Белянка (Кировская область)
Белянка — деревня в Орловском районе Кировской области России. Входит в состав Орловского сельского поселения.

## География
Деревня находится на западе центральной части Кировской области, в подзоне южной тайги, к северу от реки Вятки, при автотрассе Р176, на расстоянии менее одного километра к северу от города Орлова, административного центра района.
Климат
Климат характеризуется как континентальный, умеренно холодный. Среднегодовая температура — 1,5 °C. Средняя температура воздуха самого холодного месяца (января) составляет −14,2 °C (абсолютный минимум — −45 °С); самого тёплого месяца (июля) — 17,8 °C (абсолютный максимум — 37 °С). Безморозный период длится в течение 115—125 дней. Годовое количество атмосферных осадков — 583 мм, из которых около 403 мм выпадает в период с апреля по октябрь. Снежный покров устанавливается в середине ноября и держится 130—140 дней.

## История
В 1998 году согласно Закону Кировской области от 05.06.1998 № 50-ЗО зарегистрирована с внесением в «Реестр населённых пунктов Кировской области» вновь возникший населённый пункт в Лугиновском сельском округе Орловского района — деревня Белянка

## Население
| 2010 |
| ---- |
| 51   |

Половой состав
По данным Всероссийской переписи населения 2010 года в гендерной структуре населения мужчины составляли 45,1 %, женщины — соответственно 54,9 %.
Национальный состав
Согласно результатам переписи 2002 года, в национальной структуре населения русские составляли 75 % из 71 чел.

## Инфраструктура
Личное подсобное хозяйство.

## Транспорт
Доступна автотранспортом.